# 耀州 (陝西省)
耀州（ようしゅう）は、中国にかつて存在した州。唐末から民国初年にかけて、現在の陝西省銅川市および咸陽市東部に設置された。

## 概要
906年（天祐3年）、李茂貞により華原県に耀州が置かれた。温韜が耀州刺史とされた。朱全忠が李茂貞を鳳翔で包囲すると、温韜は耀州ごと後梁に降った。ほどなく温韜は再び李茂貞につき、李茂貞は温韜を義勝軍節度使とした。915年（貞明元年）、後梁により耀州は崇州静勝軍と改められた。
923年（同光元年）、後唐により崇州は耀州の称にもどされた。
970年（開宝3年）、北宋により耀州に感徳軍節度が置かれた。耀州は永興軍路に属し、華原・同官・富平・美原・三原・雲陽の6県を管轄した。
金のとき、耀州は京兆府路に属し、華原・同官・美原・三原の4県と黄堡・竜橋の2鎮を管轄した。
元のとき、耀州は奉元路に属し、同官・富平・三原の3県を管轄した。
明のとき、耀州は西安府に属し、同官県1県を管轄した。
1725年（雍正3年）、清により耀州は直隷州に昇格した。1735年（雍正13年）、耀州は西安府に転属した。耀州は属県を持たない散州とされた。
1912年、中華民国により耀州は廃止され、耀県と改められた。